# Škoda 742
De Škoda 742 is een modelserie van AZNP onder de merknaam Škoda, die tussen 1976 en 1990 in verschillende modelvarianten (105/120/125/130) werd gebouwd. De typeaanduiding 742 werd alleen intern gebruikt. Een doorontwikkeling van het type 742 was het type 746 dat van 1987 tot 1990 met de modelaanduidingen 135 en 136 werd gebouwd, met motoren die later ook nog in de Škoda Favorit en  Škoda Felicia werden gebruikt.
De verschillende modellen van de serie kregen aanduidingen die waren afgeleid van de cilinderinhoud. Verscheidene detailwijzigingen aan de voor- en achterzijde van de auto's laten vroege en late modellen er behoorlijk anders uitzien.

## Geschiedenis
Het model werd in 1976 gepresenteerd op de International Engineering Fair (MSV) in Brno als opvolger van de Škoda 100 en viel op door het relatief moderne uiterlijk. Hoewel de afmetingen van de 742 nauwelijks verschilden van zijn voorganger, was het interieur toch wat ruimer geworden. Hij had net als zijn voorganger een watergekoelde heckmotor met achterwielaandrijving. De brandstoftank was van voor naar achter onder de achterbank verplaatst vanwege nieuwe veiligheidsvoorschriften, daardoor nam ook de kofferruimte toe. De radiator was naar voren verplaatst. Ongewoon was de aan de zijkant scharnierende kofferklep. Een tweede, kleinere bagageruimte bevond zich achter de achterbank, gezamenlijk leverden ze de auto een bagagevolume van 400 liter.
De motoren hadden met 1046 cc (105, 46 pk) en 1174 cc (120, 52 pk) een wat grotere inhoud. Ogenschijnlijk was het motorvermogen minder dan eerst, maar de vermogenscijfers werden voortaan volgens de DIN-norm gegeven. Als topsnelheid werd 130 en 140 km/u opgegeven. Er werd zowel een basismodel (105 S en 120 S) geleverd als een luxere uitvoering (105 L en 120 L). De voornaamste verschillen waren de volledig verstelbare voorstoelen, de achteruitrijlampen en de halogeen koplampen. De 120 LS had bovendien dubbele koplampen, een toerenteller en rembekrachtiging. De prestaties lagen op een bescheiden niveau en de motoren sprongen zuinig met brandstof om.

### Kritiek en aanpassingen

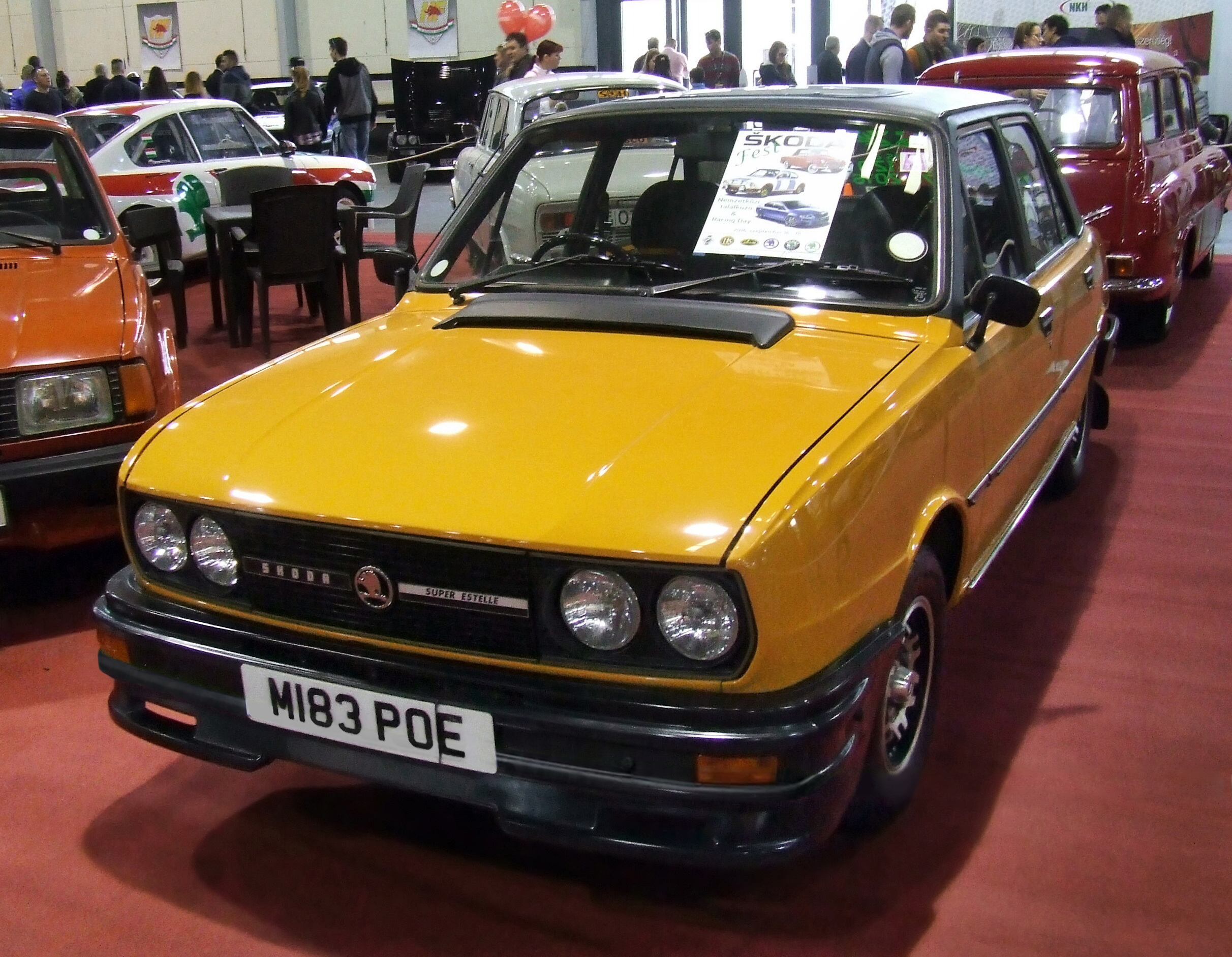
Škoda Estelle

Het onderstel was hetzelfde gebleven en dat was merkbaar in het rijgedrag. Het contact met de weg liet veelal te wensen over en de wagen liep slecht rechtuit. In bochten was het meestuureffect van de pendelassen goed merkbaar en door het overstuurkarakter wilde de wagen snel uitbreken. Het gezegde "stilstand is achteruitgang" was op de nieuwe modellen duidelijk van toepassing. De Engelse Škoda-importeur werkte een verbetering uit met kortere schroefveren, dubbelwerkende schokdempers en een kleinere 13 inch bandenmaat, die voor aanmerkelijke verbetering zorgden. Het model werd in 1978 als Škoda Estelle op de markt gebracht en de Nederlandse importeur nam de aanpassingen over. Ook de fabriek zelf voerde na verloop van tijd aanpassingen door en ook werd de 120 LS met een tot 58 pk opgevoerde motor uitgebracht, die goed was voor een topsnelheid van 150 km/u. Een wat luxere versie werd 120 GLS genoemd.
In Nederland bleef alleen de goedkoopste uitvoering, de 105 S, aanvankelijk in de oorspronkelijke uitvoering gehandhaafd. In 1978 bood de toenmalige Nederlandse importeur Englebert uit Voorschoten de 105 S aan voor 8.590 gulden. De 105 L, 120 L en 120 LS (alle met de Estelle-toevoeging) kostten respectievelijk 9.306, 9.653 en 10.573 gulden. Van elke Estelle was ook een luxueuzere versie leverbaar, de Super Estelle, die standaard was uitgerust met sportvelgen, een met vinyl bekleed dak, achterruitverwarming en een sierstrip over de flanken. Het Super-pakket had een meerprijs van ongeveer 750 gulden.
Škoda probeerde de moderne ontwikkelingen te volgen. In 1982 kreeg de 105/120-serie vierkante koplampen, van binnenuit in hoogte verstelbaar, later gevolgd door zwarte, schokabsorberende kunststofbumpers. De 120 GLS werd bovendien met een voorspoiler, grotere achterlichten en een gewijzigd dashboard uitgerust.

### Rapid Coupé

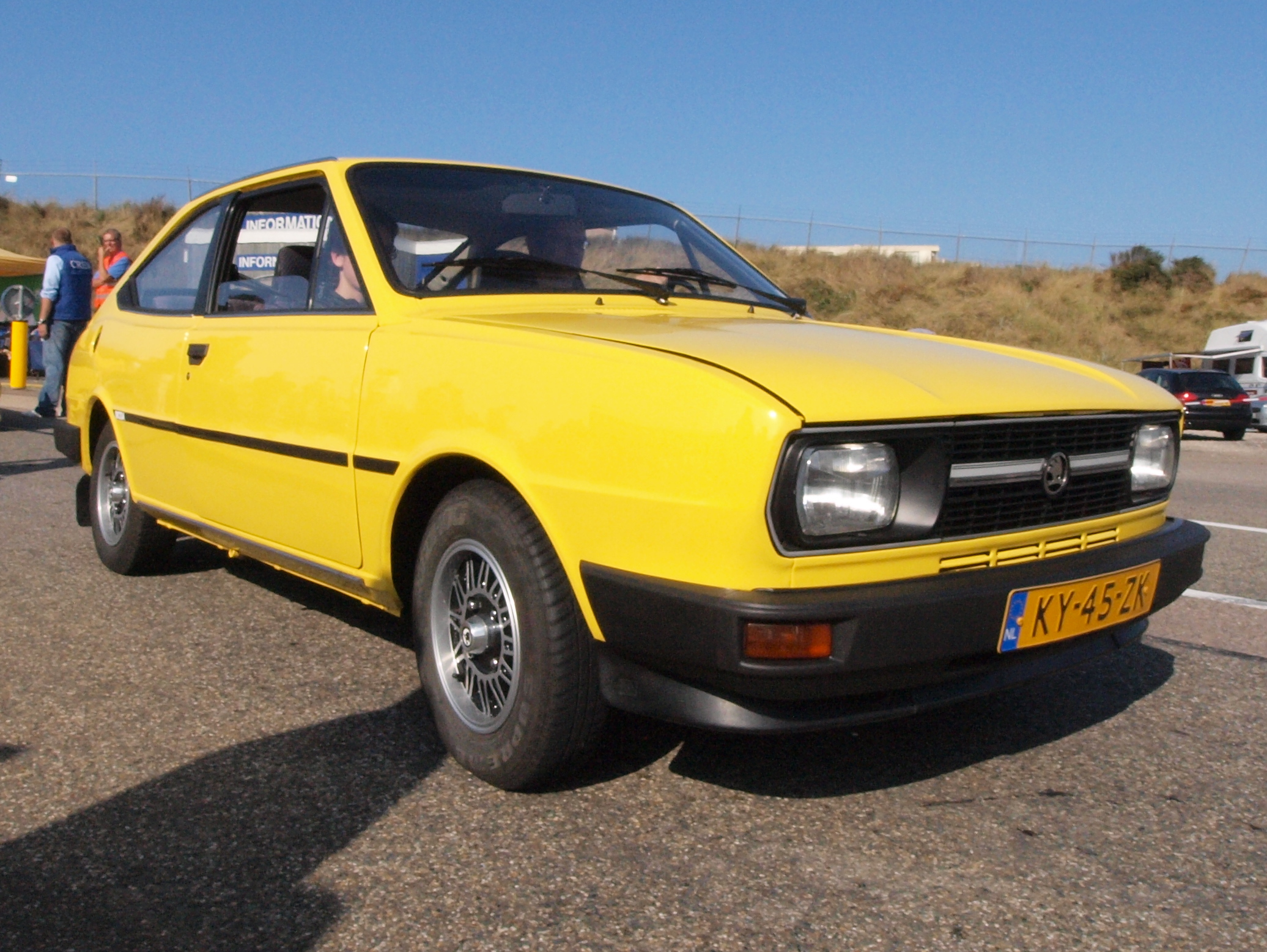
Škoda Rapid Coupé

Met de Rapid Coupé kwam er een opvolger voor de Škoda 110 R. Hij kreeg de motor uit de 120 GLS, waarmee de coupé een topsnelheid van 153 km/u haalde. Het onderstel en de stuurinrichting waren geheel nieuw ontworpen. Het gescheiden remsysteem was zodanig ingericht, dat voor beide voorwielen altijd ten minste de halve remkracht beschikbaar bleef. Verder kwam er een gedeelde stuurkolom. Hoewel het wegcontact en de besturing nog aan de vage kant bleven, was het rijgedrag wel verbeterd. Met name in bochten gedroeg de wagen zich een stuk beter en hij brak van achteren pas in een laat stadium uit.

### Facelift
In september 1983 werd de modelserie herzien: het gemoderniseerde ontwerp van de voor- en achterzijde met een rechthoekige grille met geïntegreerde richtingaanwijzers en grote kunststof bumpers verlaagde de Cw-waarde. Met de zuinigere motoren werd de gebruikseconomie van de auto's verbeterd.
Alleen de koplampen verschilden nog, afhankelijk van de uitvoering. Daarmee was er een duidelijk onderscheid tussen de 105 en de 120 gekomen. Alle types hadden dezelfde achterlichten en de tandheugelbesturing werd eveneens universeel ingevoerd. Vergroting van de spoorbreedte (voor + 70 mm, achter + 60 mm), zachtere veren en standaardmontage van radiaalbanden zorgden voor een betere wegligging, hoewel de koersstabiliteit nog verre van optimaal was en de nog steeds van pendelassen voorziene sedanmodellen snel wilden uitbreken in bochten. Ook de bediening van de koppeling en versnellingsbak, die nog steeds wat moeizaam ging, toonden aan dat de Škoda technisch toch wel aan zijn eind zat. De motoren ondergingen geen verandering en schoten naar de maatstaven van midden jaren tachtig in trekkracht tekort.

### 130
De 130 en Rapid 130 kwamen tegemoet aan dat bezwaar met een motor van 1289 cc en 62 pk. In september 1984 begon de productie van de modellen met deze motoren. Ook in 1984 verscheen de rallyauto Škoda 130 LR, die de Škoda 130 RS afloste. Deze bereikte net als zijn voorganger 220 km/u maar was niet beschikbaar voor de consument. Deze versie, oorspronkelijk een groep B rallyauto, had een aluminium 1300 motor met 8 poorts cilinderkop en een vermogen van 130 pk, aluminium motorkap, deuren en kunststof ramen, een instelbare achteras, sport 5 bak en een gewicht van 720 kg. Deze versie was tussen de "Groep B rallymonsters" met meer dan 400 pk en de Audi Sportquattro S1 met een topvermogen van 560 pk, van 1985 t/m 1988 uiterst succesvol in internationale rally's.  
De 130 L was het topmodel van de in 1984 herziene 742-reeks en kreeg dezelfde achterwielophanging als de Rapid Coupé. Eind 1986 verscheen de royaler uitgeruste 130 GL die onder andere over een verbeterde brandstofpomp en een zachter gelagerde versnellingsbak (geluiddemping) beschikte.
Vanaf 1987 werden nieuw ontwikkelde cilinderkoppen voor ongelode benzine gebruikt (135 en 136). Met de introductie van de nieuwe Škoda Favorit in 1988, werd de Škoda 742-serie teruggebracht tot de 105, 120, 135 en 136 in een beperkt aantal uitvoeringen. De 125 L (identiek aan de 120 L maar met een 5-versnellingsbak) werd in oktober 1988 toegevoegd en was het laatste model dat voortkwam uit de 742-serie.
Inmiddels was de Škoda-import in handen van De Binckhorst Auto & Motor Import in Voorschoten gekomen. Men bood de 105 S per 1 oktober 1987 aan voor 9.995 gulden (inclusief BTW). De 105 L en 120 L kostten 10.795 respectievelijk 11.595 gulden. De 120 L met 5-versnellingsbak (in feite de 125 L) kostte 600 gulden meer. De 130 L en 130 GL kostten 12.895 respectievelijk 13.995 gulden.

### Einde van de carrière
Vanaf 1989 werd de productie van de 742-serie geleidelijk afgebouwd naarmate de productie van de Škoda Favorit vorderde. In 1990 werd de serieproductie van de vergelijkbare Škoda Rapid (type 743 en 747) met de sterkste motorvariant achterin gestopt. In de loop van 1990 werden de modellen 120 L, 125 L, 135 L en GL een voor een uit productie genomen.
De laatste modellen met heckmotor werden in 1990 in Mladá Boleslav en Kvasiny gebouwd en naar alle Comecon-landen maar ook naar de Westerse wereld (onder andere Finland, West-Duitsland, Griekenland en Nieuw-Zeeland) geëxporteerd. Het type 742 beëindigde het tijdperk van Škoda's met de motor achterin, hij had zijn kinderziekten overwonnen en zich tot een behoorlijk succes ontwikkeld. In totaal zijn 2.013.695 exemplaren van de solide sedan geproduceerd, waaronder 1.070.693 exemplaren van de 120. Van de 125 zijn 50.041 exemplaren gebouwd, van de 105 840.561 exemplaren en van de 130 40.749 exemplaren. De 135 en 136 kwamen respectievelijk op 1020 en 1631 exemplaren.

## Prototypen

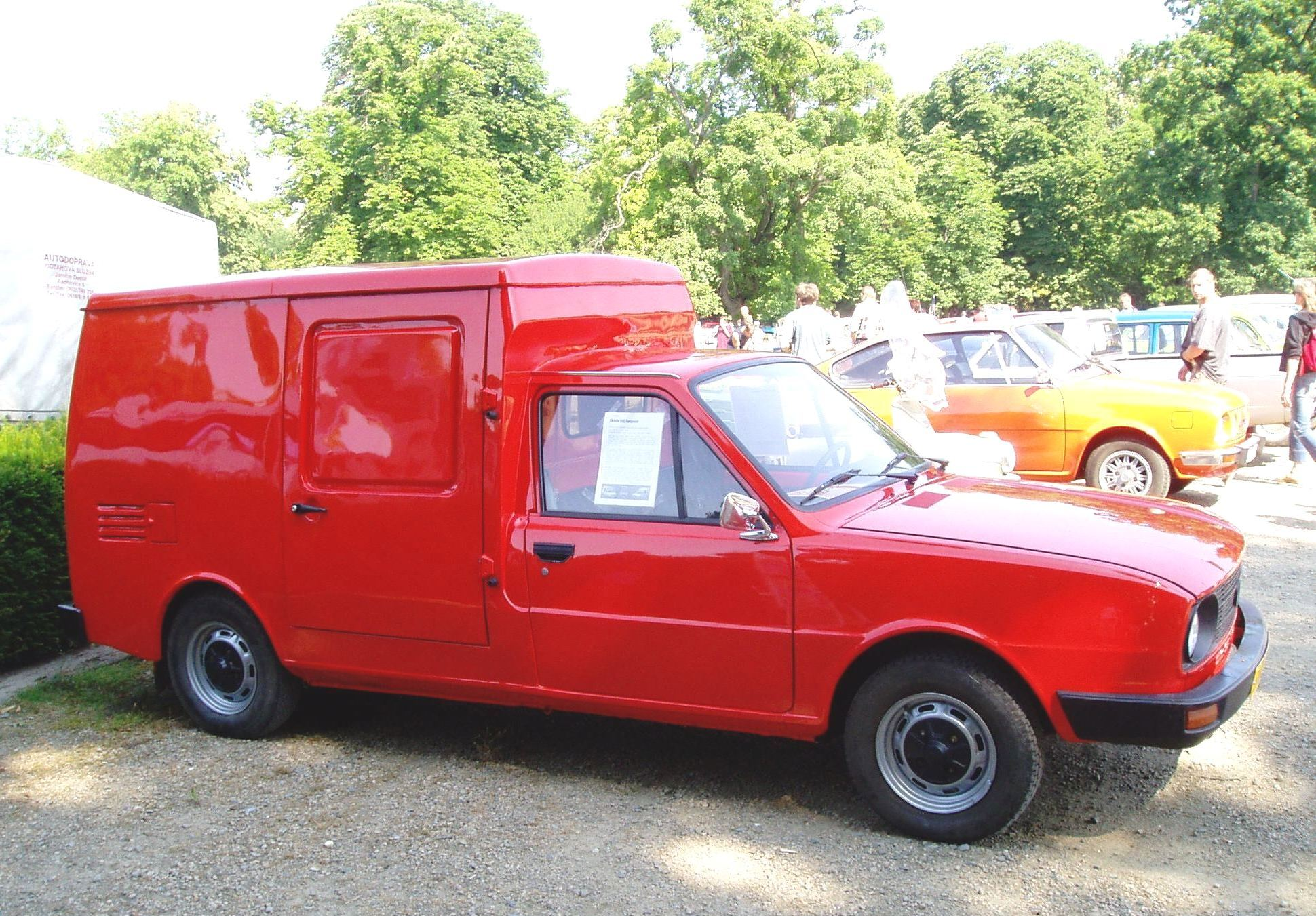
BAZ Furgonet

Gedurende de productieperiode werden verschillende prototypen gemaakt, zoals rond 1983 de BAZ Furgonet uit de Škoda-fabriek in Bratislava, een bestelwagen met heckmotor. Hij had een achterklep met (vanwege de plaats van de motor) een zeer hoge drempel, daarom kreeg het model een extra zijdeur. De veelbelovende ontwikkeling van de auto werd gestopt in de herfst van 1983 met als reden de ontwikkeling van de Škoda Favorit. Uiteindelijk werden slechts 3 exemplaren geproduceerd, elk met een andere motor (afgeleid van de Škoda 105 L, 120 L en 120 LS). Alle exemplaren zijn bewaard gebleven.

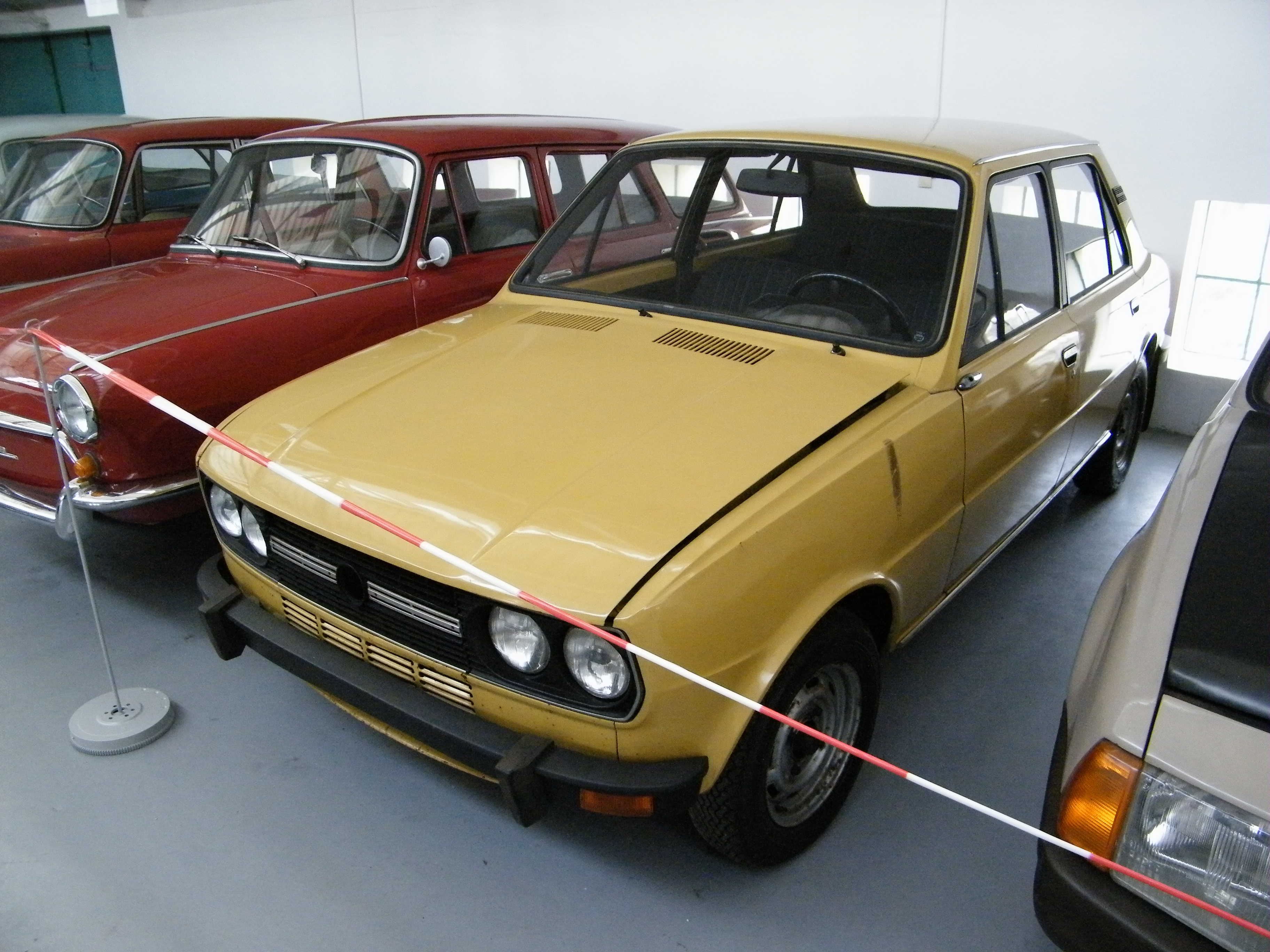
Škoda Ortodox

Ook gebaseerd op de 742 was een prototype met voorin geplaatste motor, intern genaamd Škoda Ortodox, waarvan enkele exemplaren zijn gebouwd. De basis was de standaard Škoda 120 LS met een verlengde wielbasis, de vooras werd 200 mm naar voren verplaatst en de besturing was afkomstig van de Fiat 128. De auto's hadden goede rijeigenschappen dankzij een betere gewichtsverdeling. Een overgebleven exemplaar bevindt zich tegenwoordig in het depot van het Škoda Auto Museum.

## Fotogalerij

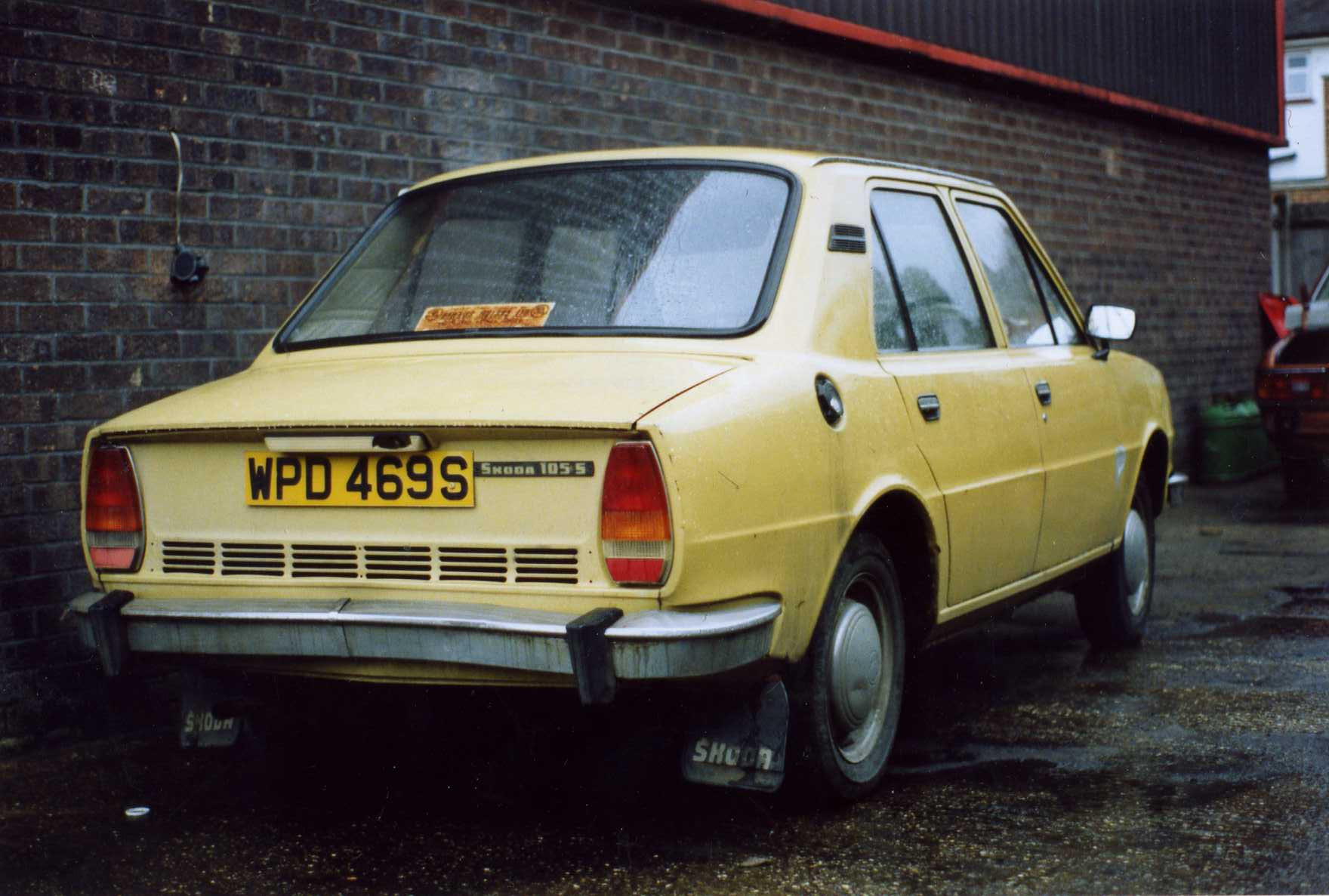
Škoda 105 S
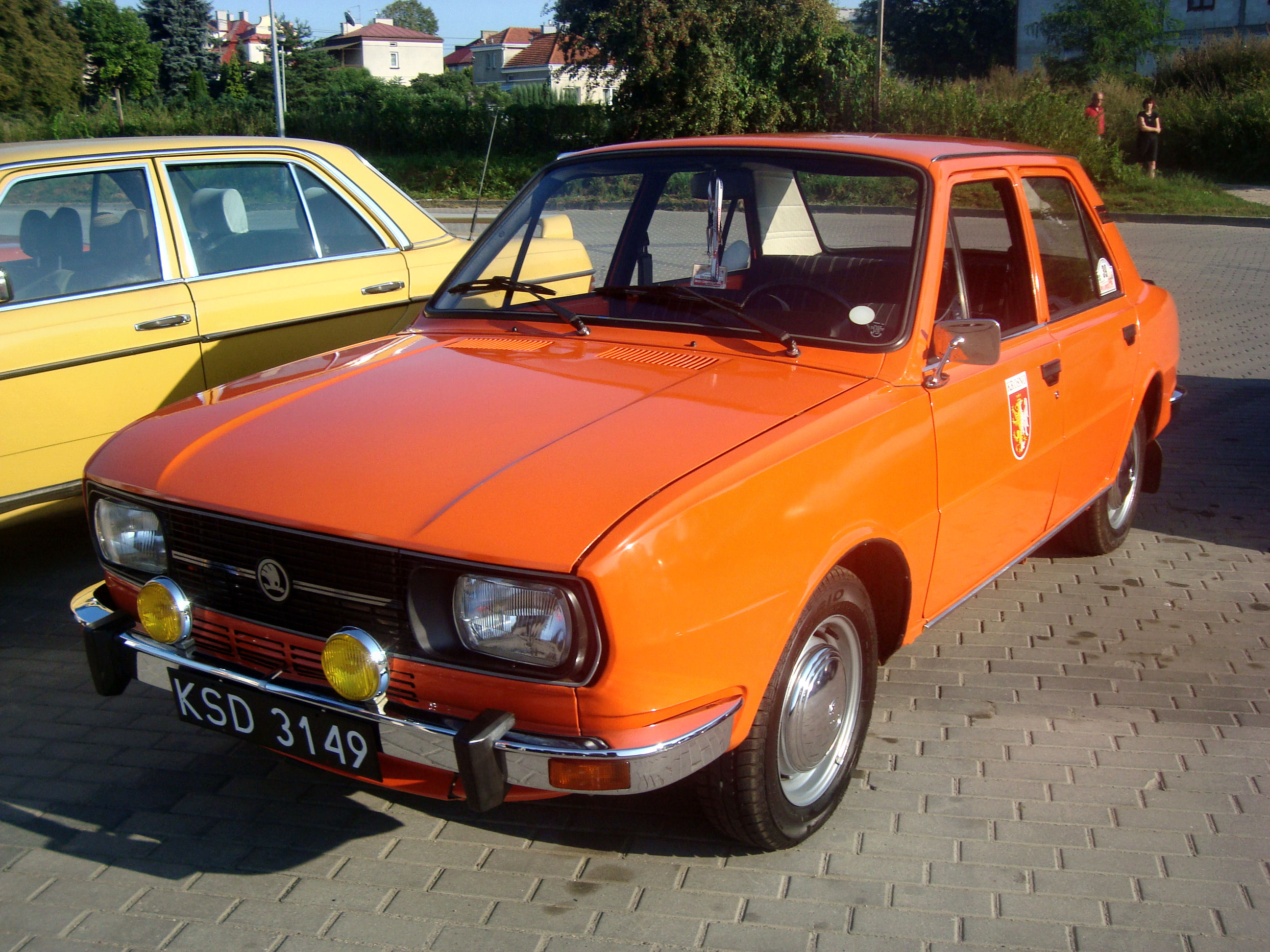
Škoda 105 L
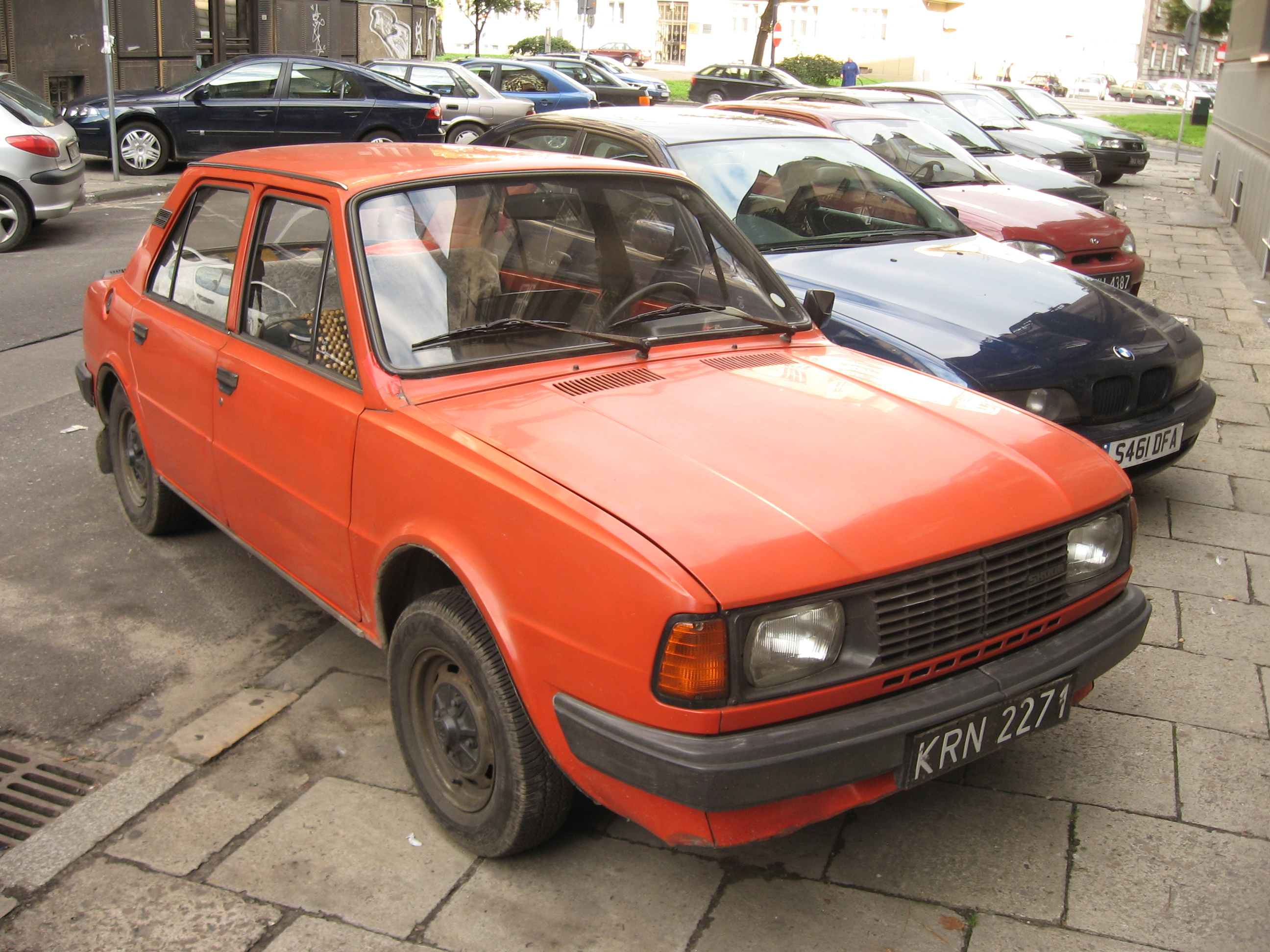
Škoda 105 L (facelift)
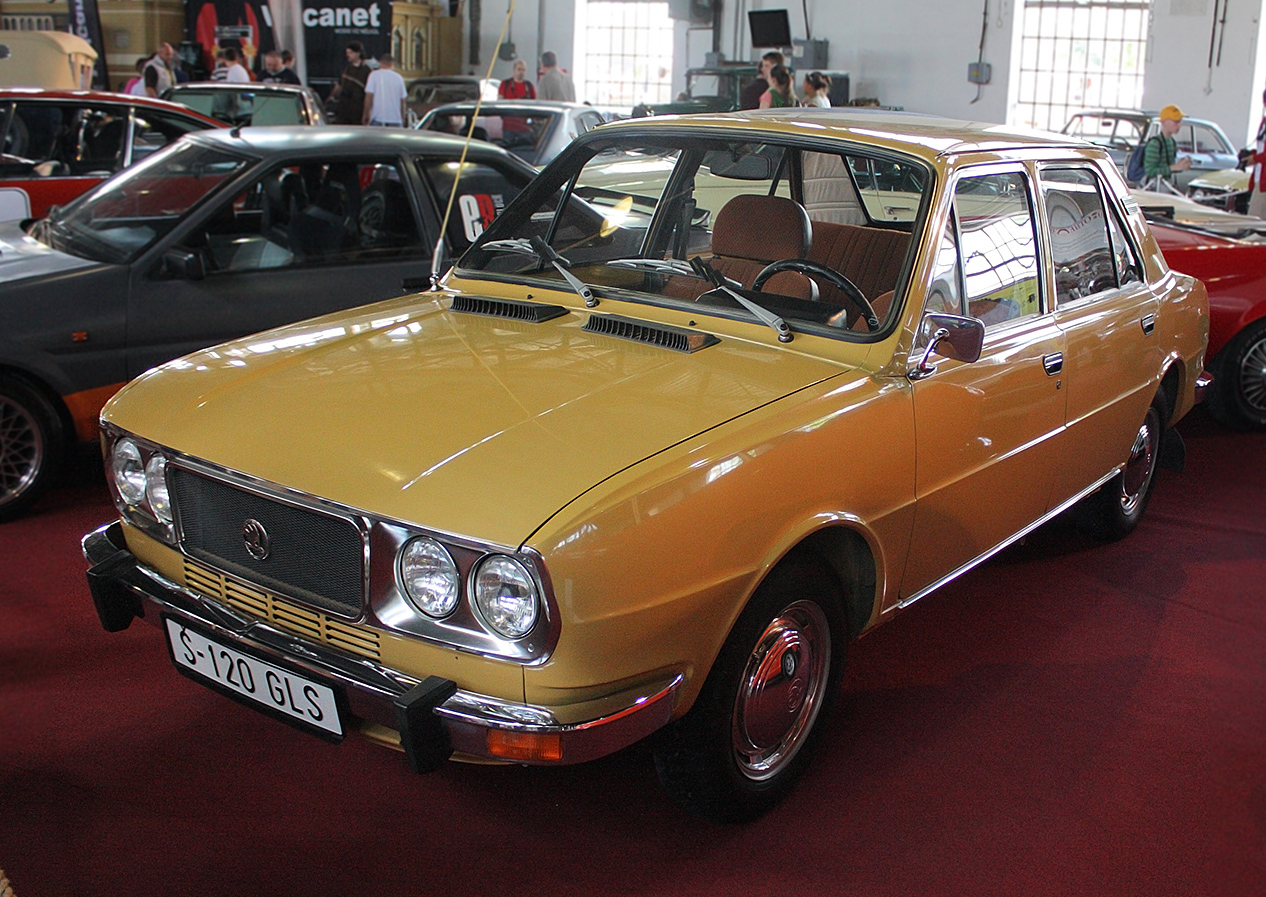
Škoda 120 GLS
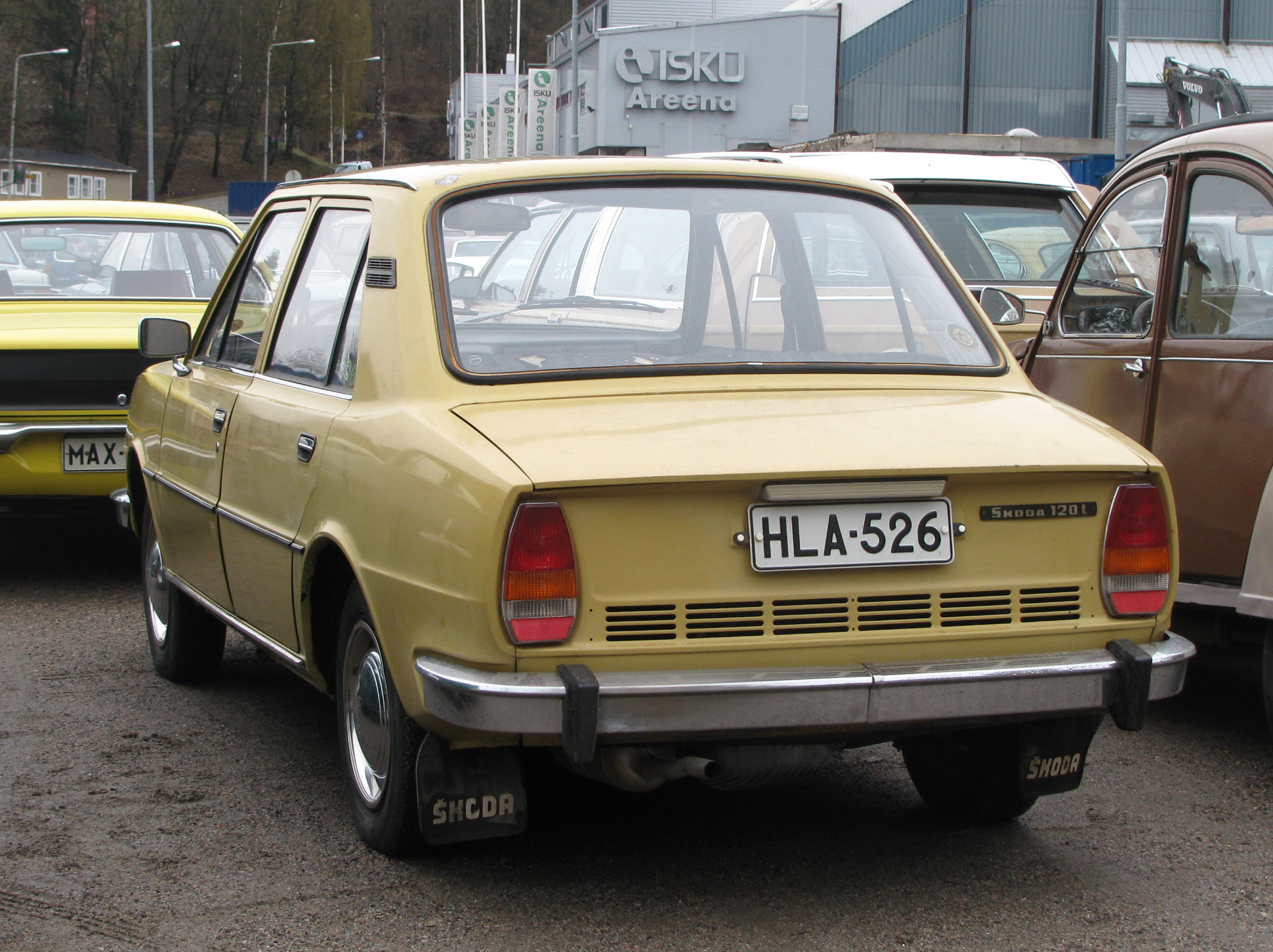
Škoda 120 L
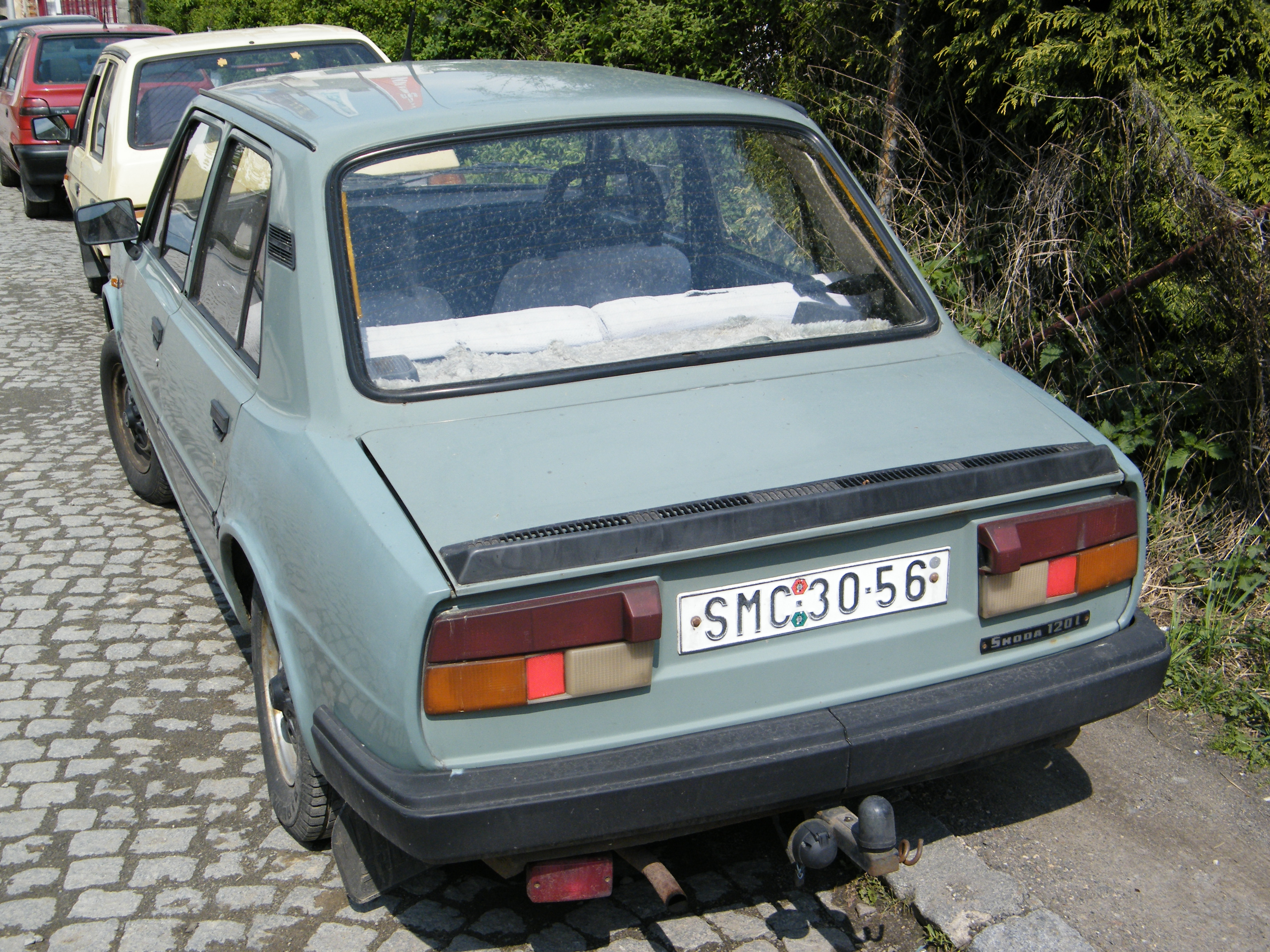
Škoda 120 L (facelift)
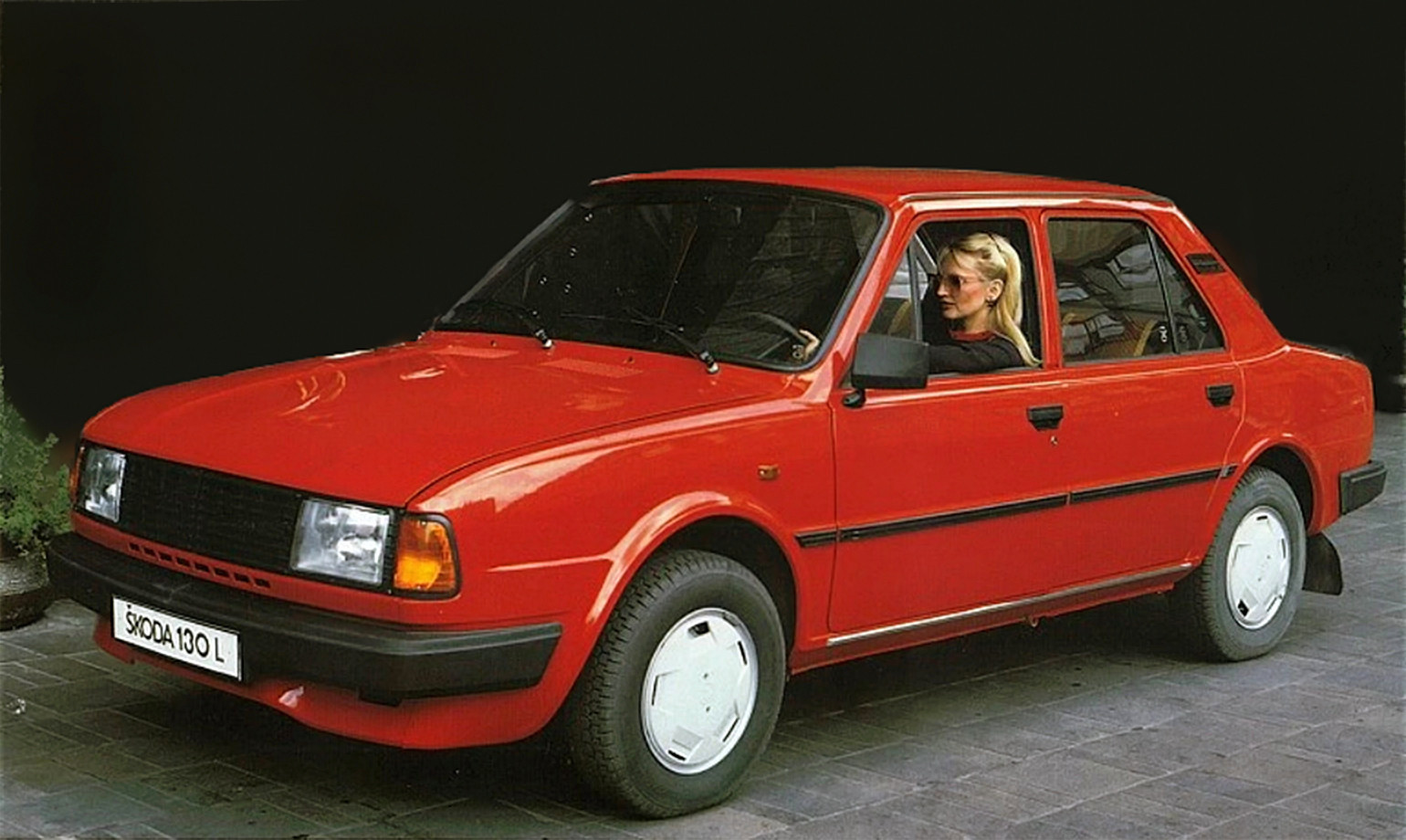
Škoda 130 L
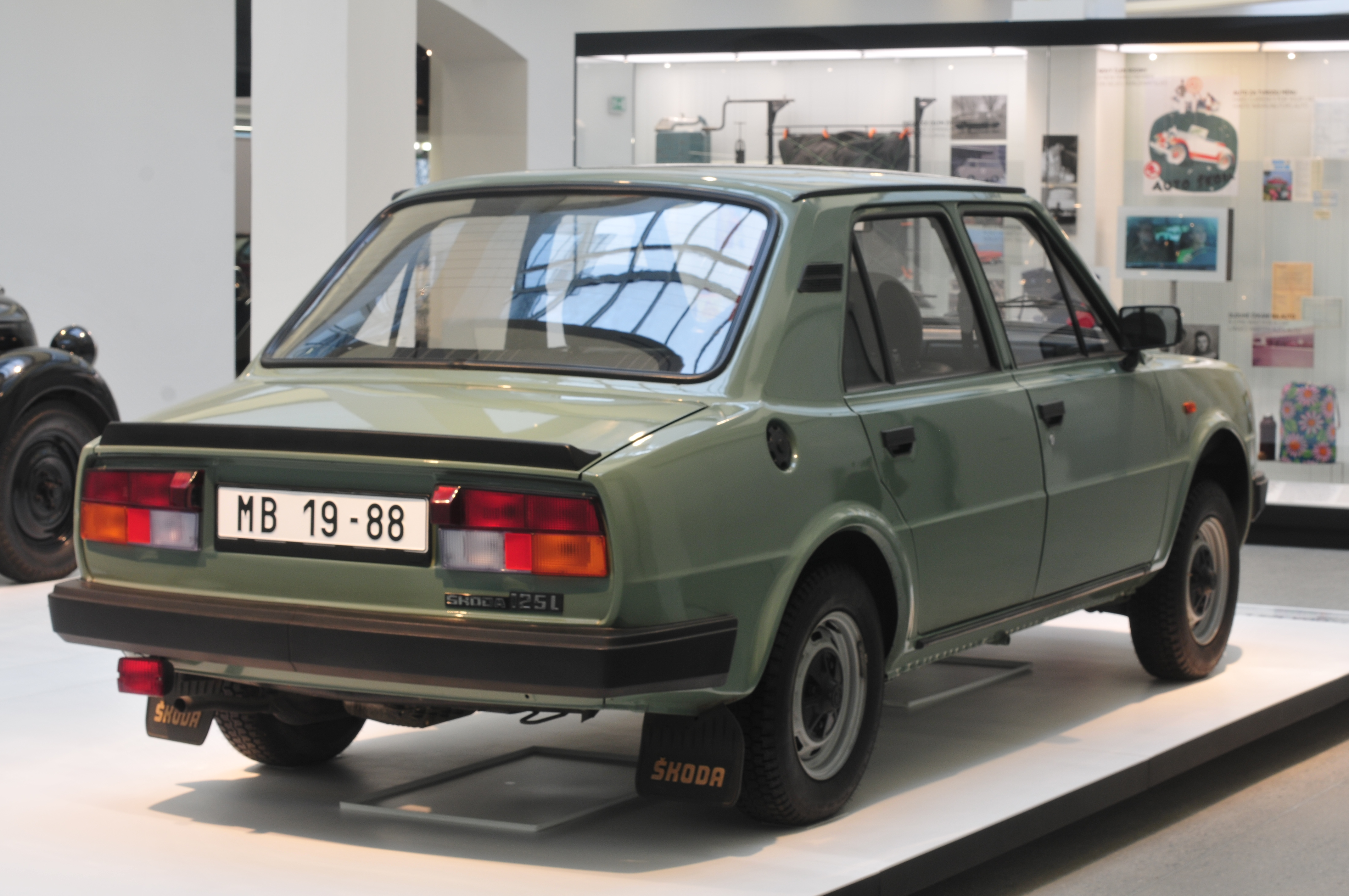
Škoda 125 L
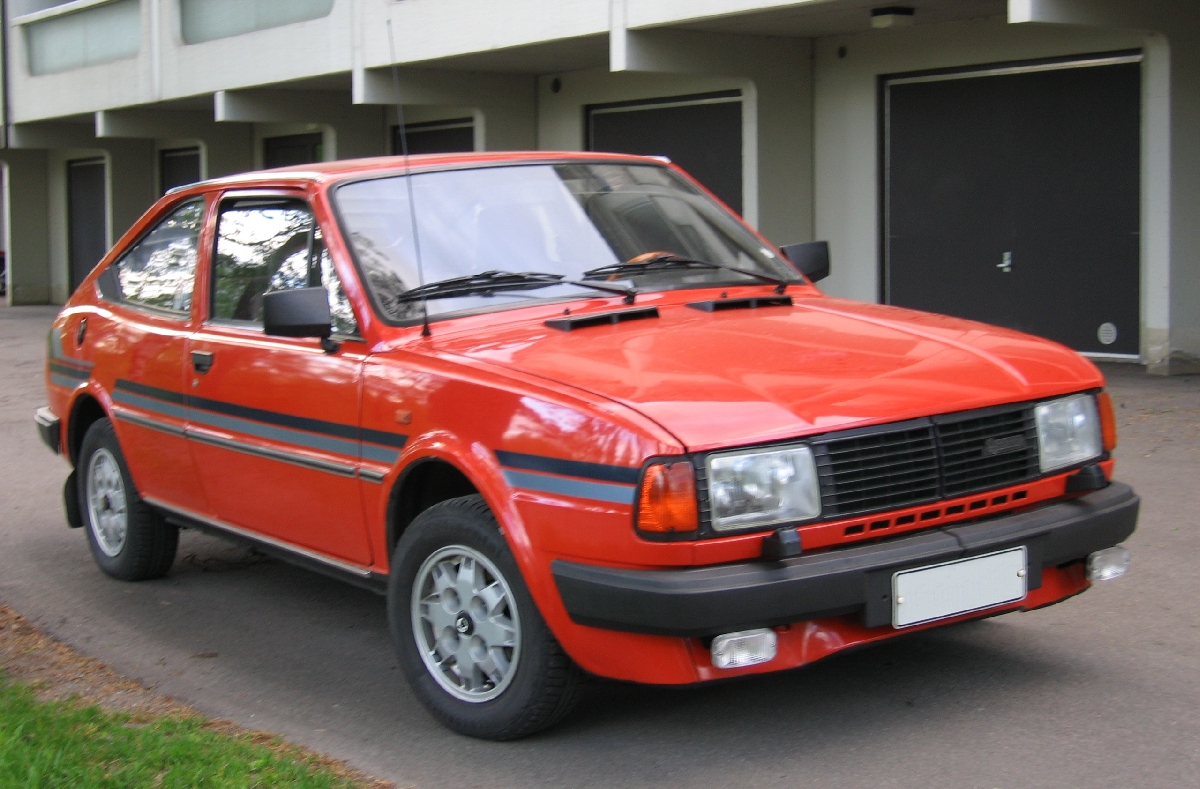
Škoda Rapid 130
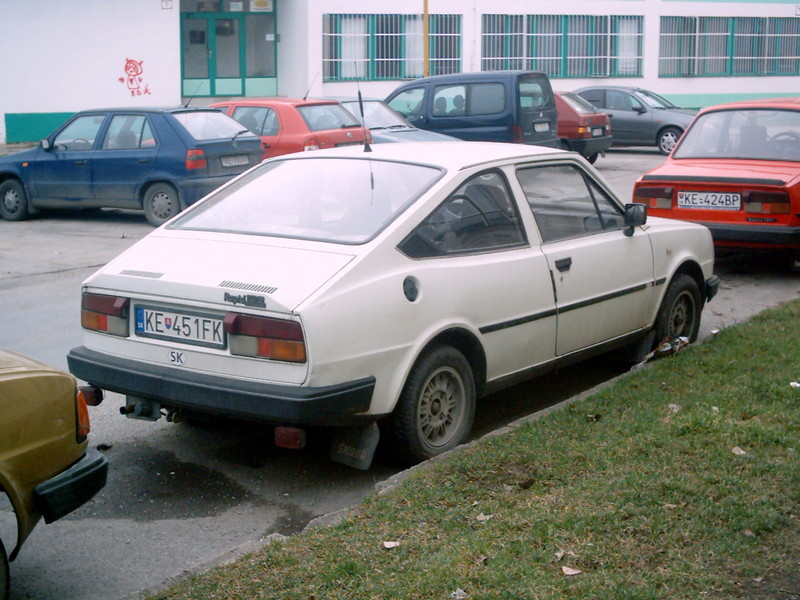
Škoda Rapid 136
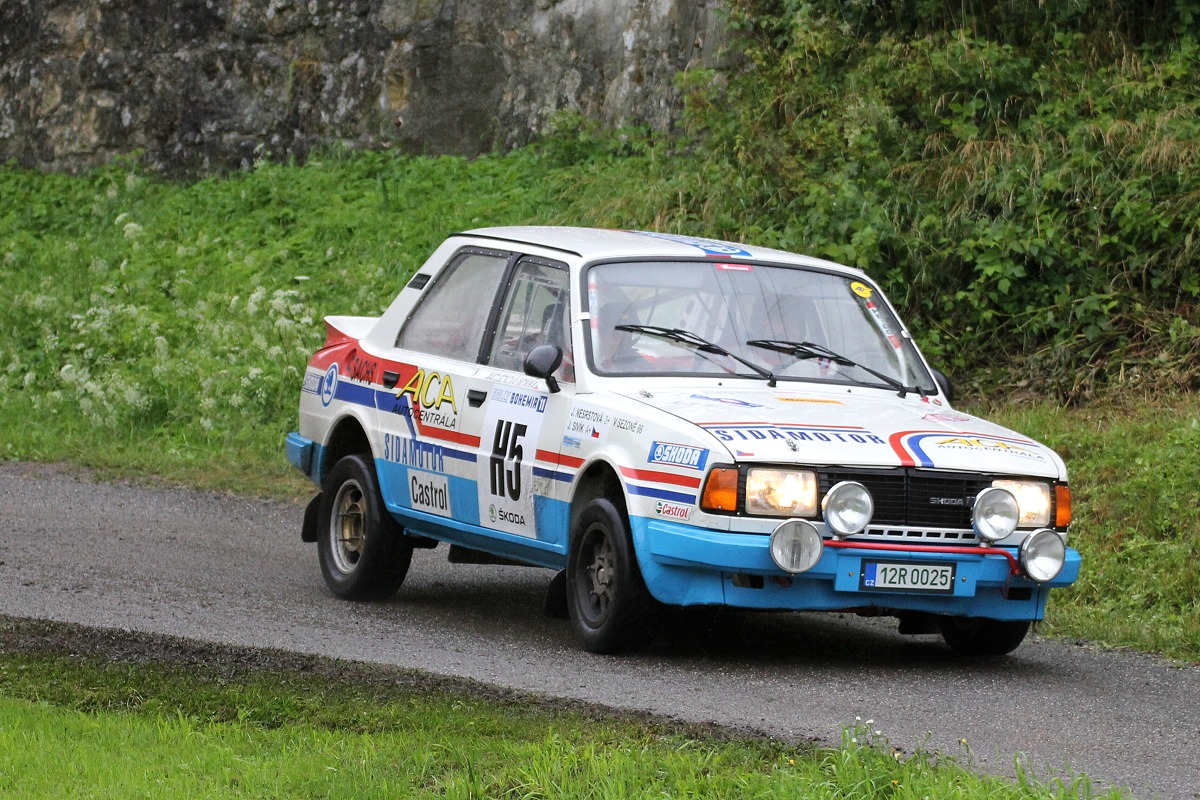
Škoda 130 LR